# Verba volant
Verba volant è stato un programma televisivo di genere culturale ideato da Alessandro Robecchi e Peter Freeman e trasmesso su Rai 3 a partire dal 15 marzo 2005, dal lunedì al venerdì alle ore 9,05.

## Il programma
Il programma è una breve striscia quotidiana di 5 minuti volta a raccontare, a partire da una parola, l'evoluzione della società.
Del programma sono state realizzate 5 stagioni, per un totale di oltre 460 puntate.